# Brittannië
Brittannië of Brittanje is een historische aardrijkskundige benaming (toponiem) voor het eiland waarop Engeland, Wales en Schotland liggen. Vandaag de dag komt de term hoofdzakelijk voor als deel van de samenstelling Groot-Brittannië, de huidige naam van dat eiland. Het voorvoegsel Groot is niet helemaal overbodig, zoals blijkt uit het Frans, waar het eiland Grande-Bretagne heet en onderscheiden moet worden van het Franse schiereiland Bretagne - dat is dus Klein-Brittannië. Zegt men echter in het Iers Klein-Brittannië, dan bedoelt men Wales.
Groot-Brittannië is het oostelijke hoofdeiland van de Britse Eilanden. Vaak worden ook de omliggende kleinere eilanden, zoals Wight en de Hebriden, ertoe gerekend. De term Groot-Brittannië wordt ook gebruikt als synoniem voor het Verenigd Koninkrijk, dat naast deze eilanden ook het noordoosten van het eiland Ierland omvat.

## Etymologie en vroege geschiedenis

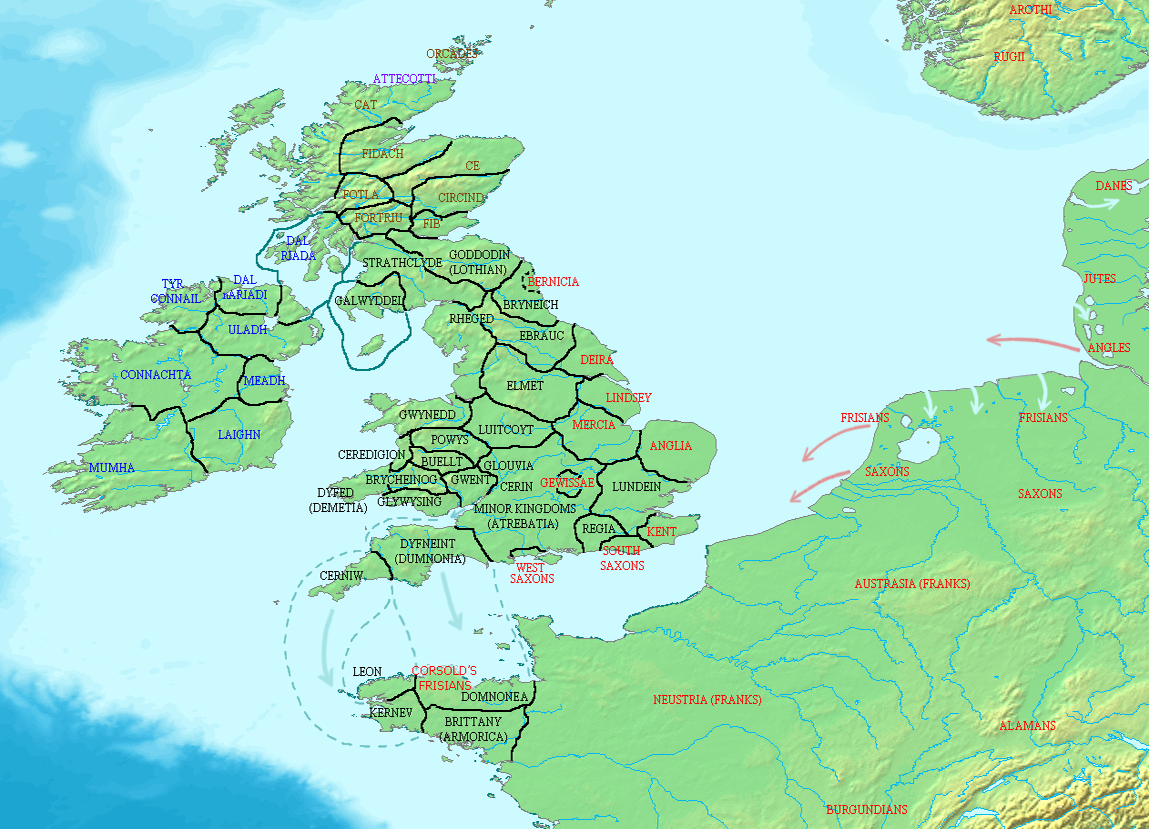
Brittannië rond het jaar 500

In 325 v.Chr. bezocht de Griek Pytheas een eilandengroep die hij Πρετανική noemde. De belangrijkste eilanden hiervan waren Groot-Brittannië en Ierland. De stukken die deze reis beschrijven zijn van veel recenter datum, waardoor de gegevens ruimte bieden voor interpretatie. Taalkundigen suggereren dat de inwoners zichzelf Priteni noemden.
In de Angelsaksische kronieken wordt vermeld dat de bewoners uit Armenië zouden zijn gekomen. Historici gaan ervan uit dat dit een fout is in de beschrijvingen, en dat Armorica (het deel van Gallië tussen de Seine en de Loire) werd bedoeld.
In 55 en 54 v.Chr. werd door Julius Caesar een invasie op het eiland uitgevoerd, als antwoord op de steun van de Keltische aristocraten aan het verzet door de bewoners van Armorica tegen de Romeinse bezetting. Dit resulteerde echter niet tot een bezetting. Pas in 43 na Christus werd een gedeelte van het eiland door de Romeinen veroverd en bij het Romeinse Rijk onder Claudius I ingelijfd. De Romeinse bezetters noemden hun veroveringen Britannia en de Keltische inwoners Britten. In 407 wordt Brittannië op bevel van Stilicho door de Romeinen verlaten. De Angelsaksen vestigen zich hierna onder Hengest en Horsa in Brittannië. Er worden verschillende rijken als Kent, Essex, Mercia, Sussex en Wessex gesticht.
Enkele eeuwen na het vertrek van de Romeinse bezetters trokken sommige Britse eilandbewoners naar het vasteland. Geoffrey van Monmouth gebruikte later de termen Britannia minor (Klein-Brittannië) voor het deel van Armorica waar deze emigranten terecht waren gekomen (Bretagne) en Britannia major (Groot-Brittannië) voor het eiland.

## Na de middeleeuwen
Tijdens de regeringsperiode van koningin Elizabeth I van Engeland (1533-1603) werd door haar astroloog en alchemist John Dee voorspeld dat er een groot Brits rijk zou ontstaan, waarbij hij de termen "Great Britain" en "Britannia" gebruikte. Toen Elizabeth overleden was, werd de Schotse koning Jacobus VI als Jacobus I ook koning van Engeland. Op 20 oktober 1604 riep hij zichzelf uit tot "koning van Groot-Brittannië", dus inclusief Wales. In 1707 werd deze titel geformaliseerd toen het koninkrijk Groot-Brittannië werd gevormd.
In 1801 werd het eiland Ierland, dat reeds door de Britse monarchie gedomineerd werd, aan het koninkrijk toegevoegd, zodat het Verenigd Koninkrijk van Groot-Brittannië en Ierland ontstond. In 1922 werd het grootste gedeelte van Ierland weer onafhankelijk en ontstond de Ierse Vrijstaat (Saorstát Éireann), sinds 1937 de Republiek Ierland (Poblacht na hÉireann). Dienovereenkomstig werd de naam van het koninkrijk in 1927 gewijzigd in Verenigd Koninkrijk van Groot-Brittannië en Noord-Ierland.

## Verenigd Koninkrijk
De naam Groot-Brittannië wordt vaak gebruikt als synoniem voor het hele Verenigd Koninkrijk, inclusief Noord-Ierland. In het Engels wordt de informele term Britain, ook in officiële publicaties, op dezelfde manier gebruikt, zonder het voorvoegsel Great. Als niet het hele koninkrijk maar slechts een of enkele landen (Engeland, Schotland, Wales en/of Noord-Ierland) bedoeld wordt, worden deze landen echter altijd bij naam genoemd en wordt nooit 'UK' of 'Britain' gebruikt. De afkorting 'GB', zoals die bijvoorbeeld tijdens de Olympische Spelen of als landcode achterop voertuigen gebruikt wordt, slaat vaak op het hele koninkrijk.
Een aan Britain gerelateerde term is het bijvoeglijk naamwoord British (Brits). De regering van het hele koninkrijk is de Britse regering en de nationale munt heet het Brits pond (ISO-code: GBP). De inwoners van het koninkrijk zijn Brits staatsburger. Gezamenlijk worden zij Britten genoemd. Echter, als de inwoners van de losse landen bedoeld worden, wordt bijvoorbeeld 'Engelsen' of 'Schotten' gebruikt. Een Schot met 'Engelsman' aanduiden is niet alleen onjuist, maar zal bovendien niet altijd in goede aarde vallen.

## Namen in verschillende talen
Onderstaande tabel toont dat het woord Brittannië in verschillende talen voor andere gebieden wordt gebruikt. Verder toont de tabel dat er nog meer variaties in de talen zijn.
| Nederlands       | Engels        | Frans            | Iers                       | Schots-Gaelisch | Welsh        | Bretons     | Latijn                                   |
| ---------------- | ------------- | ---------------- | -------------------------- | --------------- | ------------ | ----------- | ---------------------------------------- |
| Groot-Brittannië | Great Britain | Grande Bretagne  | An Bhreatain (Mhór)        | Breatainn Mhòr  | Prydain Fawr | Breizh-Veur | Britannia Maior, Britannia Magna, Albion |
| Bretagne         | Brittany      | Bretagne         | An Bhriotáin               | Breatainn Bheag | Llydaw       | Breizh      | Britannia Minor                          |
| Wales            | Wales         | (Pays de) Galles | An Bhreatain Bheag         | Cuimrigh        | Cymru        | Kembre      | Cambria                                  |
| Schotland        | Scotland      | Écosse           | Albain                     | Alba            | Yr Alban     | Bro-Skos    | Scotia, Caledonia                        |
| Engeland         | England       | Angleterre       | Sasana (verouderd Sacsana) | Sasainn         | Lloegr       | Bro-Saoz    | Anglia                                   |